# ヒュー・ヒューム＝キャンベル (第3代マーチモント伯爵)

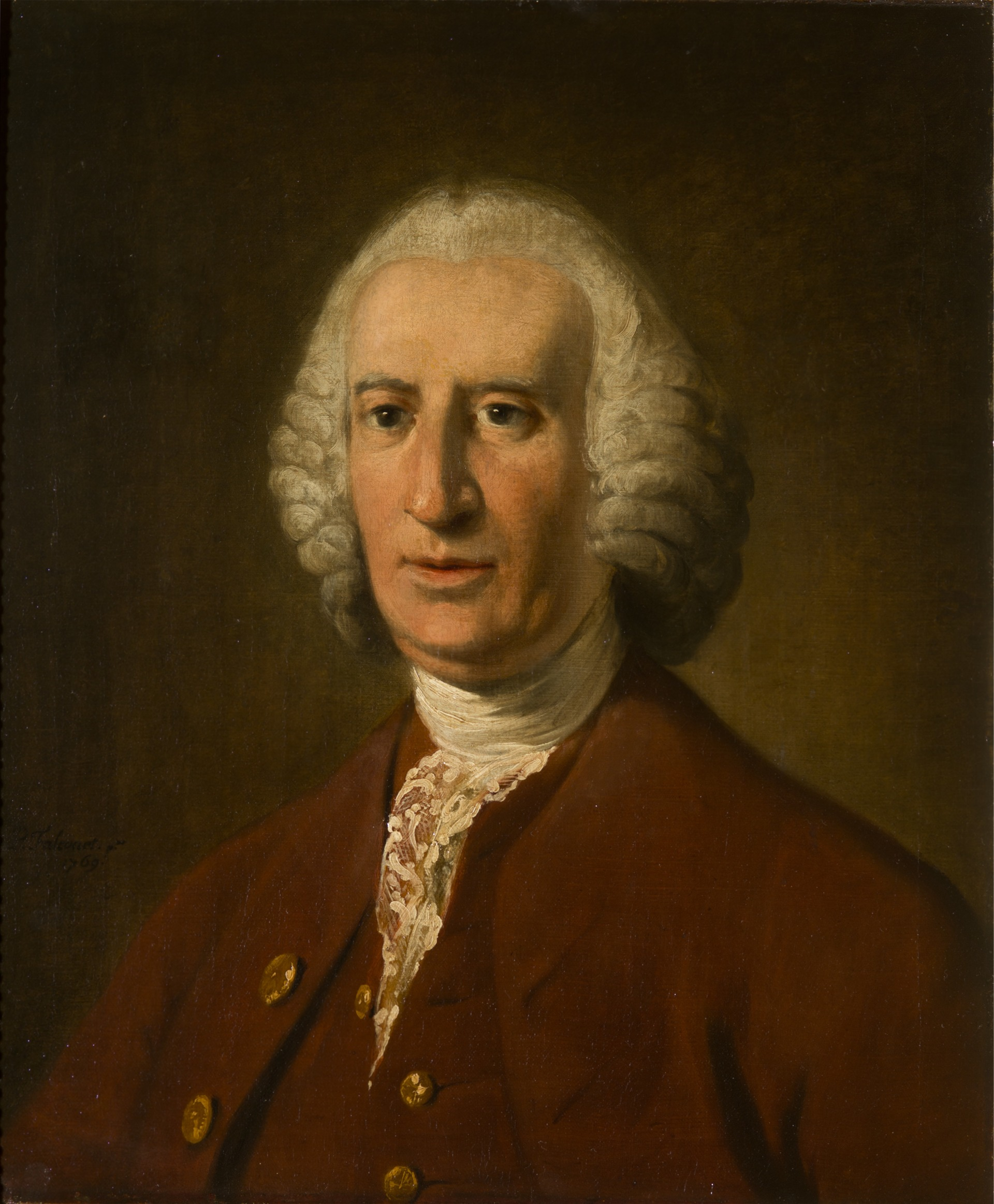
ピエール・ファルコヌ（Pierre Falconet）による肖像画、1769年作。

第3代マーチモント伯爵ヒュー・ヒューム＝キャンベル（英語: Hugh Hume-Campbell, 3rd Earl of Marchmont PC FRS、1708年2月15日 – 1794年1月10日）は、スコットランドの政治家。1734年から1740年まで庶民院議員を務めた後、マーチモント伯爵の爵位を継承し、1750年よりスコットランド貴族代表議員として貴族院議員を務めた。また、1724年から1740年までポルワース卿の儀礼称号を使用した。

## 生涯
第2代マーチモント伯爵アレクサンダー・ヒューム＝キャンベルとマーガレット・キャンベル（Margaret Campbell、1710年以降没、サー・ジョージ・キャンベルの娘）の三男として、1708年2月15日にエディンバラで生まれた。双子の弟にアレクサンダーがいる。1716年よりロンドンの私立学校を通った後、1721年から1725年頃までオランダのユトレヒトとフラーナカーを旅した。その後、エディンバラ大学に入学した。
1734年イギリス総選挙で弟アレクサンダーとともに出馬、ヒューはベリック＝アポン＝ツイード選挙区で、アレクサンダーはベリックシャー選挙区で当選した（父もスコットランド貴族代表議員選挙に出馬したものの落選した）。議会では1737年2月16日にポーティアス暴動が起こったエディンバラへの刑罰法案に反対する演説をし、1738年2月に陸軍についての弁論に参加した。1740年2月27日に父が死去すると、マーチモント伯爵の爵位を継承したが、スコットランド貴族代表議員に当選できず、順調な滑り出しだった政治生涯に翳りが見えた。しかし、盟友のチェスターフィールド伯爵とウィリアム・ピットの働きかけで1744年にブロード・ボトム内閣が成立すると、マーチモント伯爵も政治の舞台に返り咲き、1745年ジャコバイト蜂起でも政府を支持した。
その後、野党とのつながりを維持したが、1747年に首相ヘンリー・ペラムと和解、同年11月22日にスコットランド第一警察卿（First Commissioner of the Police）に任命され（1764年まで在任）、1750年から1784年までスコットランド貴族代表議員を務めた。しかし、マーチモント伯爵自身が認めたように、1762年11月22日に枢密顧問官に任命され、1763年から1790年までスコットランド銀行総裁を、1764年から1794年までスコットランド国璽尚書を務めるなど官職就任はあったものの、ペラムとの和解以降は政界で重要な役割を果たさなくなった。
1794年1月10日に死去、爵位は保持者不在になった。

## 人物
第3代マーチモント伯爵は「学問に秀で、古典学、歴史、民法について深く読んでいる」と評価され、1753年2月1日には王立協会フェローに選出された。

## 家族
1731年5月1日、アン・ウェスタン（Ann Western、1747年5月9日没、ロバート・ウェスタンの娘）と結婚した。
- パトリック - 早世
- アン（1734年頃 – 1790年7月27日） - 1735年10月23日、第3代準男爵サー・ジョン・パターソン（英語版）と結婚、子供あり
- マーガレット（1764年1月7日没） - 1763年9月20日、ジェームズ・ステュアート（James Stuart、1793年没）と結婚、子供なし
- ダイアナ（1735年 – 1827年） - 1754年、ウォルター・スコット（Walter Scott、1793年没）と結婚、子供あり。後に法律上のポルワース女卿になる

1748年1月30日にエリザベス・クロンプトン（Elizabeth Crompton、1797年2月12日没、ウィンドミル・クロンプトンの娘）と再婚した。
- アレクサンダー（1750年 – 1781年3月9日） - 1772年、アマベル・ヒューム＝キャンベル（後の初代ド・グレイ女伯爵）と結婚したが、2人の間に子供はいなかった。1776年5月20日、ベリックのヒューム男爵に叙された

政治家のジョージ・ローズをマーチモント伯爵の庶子とする噂もあったが、英国人名事典では無視してよい風説だとしている。